# Nenad Gavrić
Nenad Gavrić (in serbo Горан Гогић?; Šabac, 12 dicembre 1991) è un calciatore serbo, attaccante svincolato.

## Caratteristiche tecniche
Gioca come seconda punta.

## Palmarès

### Club

#### Competizioni nazionali
- Campionato serbo: 1

Stella Rossa: 2015-2016
- Campionato montenegrino: 1

Dečić: 2023-2024